# کابوس (ترانه)
«کابوس» (به انگلیسی: Nightmare) نام اولین ترانه از آلبوم کابوس از گروه هوی متال آمریکایی اونجد سون‌فولد است. ضبط این آهنگ از نوامبر ۲۰۰۹ تا آوریل ۲۰۱۰ به طول انجامید و در تاریخ ۱۹۱۸ می ۲۰۱۰ منتشر شد. این ترانه در ابتدا در ای-تیونز و یوتیوب منتشر شد و در بیست و چهار ساعت آغازین بیش از 275 هزار بار شنیده شد.بخشی از این ترانه در ششم می 2010 در سایت آمازون منتشر شد اما چندی بعد به دلایلی نامعلوم حذف شد. همچنین حدود سی ثانیه از این ترانه در ساندکلاد سانسور شد. این ترانه نامزد بهترین آهنگ سال در مراسم کرنگ! 2010 شد. همچنین اول بهترین ترانه راک بیلبورد ایالات متحده و مقام 51 بهترین ترانه سال بیلبورد را بدست آورد. آهنگ کابوس در دو بازی راک بند ۲ و ندای وظیفه: بلک اپس مورد استفاده قرار گرفت.